# Tiroteo en la iglesia de Sutherland Springs
El tiroteo en la iglesia de Sutherland Springs fue un tiroteo masivo que ocurrió el 5 de noviembre de 2017 en la Primera Iglesia Bautista de Sutherland Springs (Texas). Es la peor masacre en la historia de Texas.

## Tiroteo
El 5 de noviembre de 2017 se produjo un tiroteo en Sutherland Springs (Condado de Wilson), un pequeño pueblo de 500 habitantes a unos 40 km al sureste de San Antonio. Un hombre armado entró en la iglesia a las 11:30 de la mañana y empezó a disparar. El tirador murió  después de una persecución con la aplicación de la ley local a través del condado de Guadalupe, Texas. El perpetrador fue identificado como Devin Patrick Kelley, de 26 años.

## Víctimas
En el tiroteo murieron 26 personas y otras 20 fueron heridas. De los fallecidos, 23 murieron en la iglesia, dos afuera y uno en el hospital. El rango de edades de los fallecidos va entre 18 meses y 77 años. Siete niños, entre ellos la hija del pastor Frank Pomeroy, de 14 años y una mujer embarazada, se incluyen entre los fallecidos. Entre las víctimas se encuentran Lula White (71 años), abuela de la actual esposa del tirador, y una familia completa: el reverendo John Bryan Holcombe (60 años), su esposa Karla Plain Holcombe (58 años), su hijo Marc Daniel Holcombe (36 años), su nuera Crystal Marie Holcombe (36 años) embarazada de ocho meses, sus nietastros Gregory Lynn Hill (13 años), Emily Rose Hill (11 años), Megan Hill (9 años) fruto de un matrimonio anterior de su nuera, y su nieto Noah Holcombe (18 meses). El reverendo sustituía al reverendo titular de la parroquia Frank Pomeroy que se encontraba de viaje y padre de la niña de 14 años muerta también en la masacre.

## Autor
Devin Patrick Kelley, de 26 años, era un antiguo soldado procesado en 2012 por maltratar a su primera esposa y su hijastro de 2 años, lo que le supuso el divorcio y la expulsión del ejército con deshonor. En 2014 volvió a casarse y tenía un hijo pequeño. Había amenazado a su suegra, que solía asistir a la iglesia atacada, aunque ese domingo no asistió. Entró al templo equipado con un chaleco antibalas y un rifle Ruger AR-556. Un vecino le disparó y persiguió en su camioneta. Las autoridades informaron que durante la persecución, el tirador llamó a su padre para comunicarle que estaba herido y "no lograría sobrevivir". Cuando se acercaron al vehículo detenido, el agresor se había ultimado con un tiro en la cabeza.

## Reacciones
Los agentes del FBI de una sucursal cerca de San Antonio (Texas) se desplegaron para investigar. Su investigación no reveló en los primeros momentos el motivo del pistolero.
El presidente Donald Trump, que se encontraba de viaje oficial en Japón en el momento del ataque, comentó: «Que Dios esté con la gente de Sutherland Springs. El FBI y el orden público están en la escena. Estoy observando la situación desde Japón». El gobernador de Texas, Greg Abbott, el fiscal general de Texas, Ken Paxton y los senadores Ted Cruz y John Cornyn respondieron vía comunicados y tuits.
El 9 de noviembre el reverendo Pomeroy anunció que la iglesia sería demolida y sustituida por un jardín de oración.